# Nosferattus palmatus
Nosferattus palmatus là một loài nhện trong họ Salticidae.
Loài này thuộc chi Nosferattus. Nosferattus palmatus được Hipólito Ruiz López & Antonio D. Brescovit miêu tả năm 2005.